# Johnson City (Texas)
Johnson City település az Amerikai Egyesült Államok Texas államában, Blanco megyében, melynek megyeszékhelye is. Lakosainak száma 1627 fő (2020. április 1.).

## Népesség
A település népességének változása:

| 2010 | 1 656 |
| 2020 | 1 627 |